# Leporillus
Leporillus is een geslacht van knaagdieren uit de muizen en ratten van de Oude Wereld.

## Kenmerken
Dit geslacht omvat vrij grote, gedrongen ratten, met een kort, breed hoofd. De rug is grijsbruin, de buik grijsachtig. De behaarde staart is van boven donkerbruin en van onder wit of lichtgrijs. De kop-romplengte bedraagt 170 tot 260 mm, de staartlengte 148 tot 240 mm, de achtervoetlengte 41 tot 48 mm, de oorlengte 27 tot 33 mm en het gewicht 150 tot 450 gram. Vrouwtjes hebben 0+2=4 mammae.

## Leefwijze
Een uniek deel van hun gedrag is dat deze dieren een nest maken van gevlochten twijgen rond de stam van een struik, onder een overhangende rots of in een smalle grot. Daar hebben ze ook hun Engelse naam stick-nest rats aan te danken.

## Verspreiding
Deze soort kwam oorspronkelijk voor in het gehele zuidwesten en midden-zuiden van Australië. Van de twee soorten is er één, L. apicalis, al uitgestorven. De andere, de langoorhaasrat (Leporillus conditor), kwam vanaf de 18e eeuw alleen nog op Franklin Island (Zuid-Australië) voor. Later is hij heringevoerd op verschillende plaatsen in Zuid- en West-Australië. Het geslacht is het nauwst verwant aan Pseudomys en nauwe verwanten. Oppervlakkig lijken ze op het Noord-Amerikaanse geslacht Neotoma, waarvan ze waarschijnlijk de ecologische vervangers zijn.

## Soorten
Er zijn twee soorten:
- Leporillus apicalis
- Leporillus conditor – Langoorhaasrat